# 싱즈루역
싱즈루역(중국어: 行知路站)은 상하이 바오산구 후타이로 싱즈로에 위치한 상하이 지하철 7호선의 지하역으로 2009년 12월 5일에 개장되었다.

## 역 구조
7호선의 역은 지하 섬식 승강장으로 이루어졌다.
| 지면층   | 출구                            | 1-3출구                               |
| 지하 1층 | 대합실                          | 고객센터, 자동매표기, 유인 안내데스크 |
| 지하 2층 | ←                               | ■7호선 메이란후 방면 (다창전)         |
| 지하 2층 | 섬식 승강장, 왼쪽 출입문이 열림 |                                       |
| 지하 2층 | →                               | ■7호선 화무루 방면 (다화싼루)         |

## 출구
|          |                                            |      |  |
| 출구     | 출구 인근                                  | 사진 |  |
| 1번 출구 | 후타이로(沪太路) 동측, 싱즈로(行知路) 남측 |      |  |
| 2번 출구 | 후타이로(沪太路) 서측, 싱즈로(行知路) 남측 |      |  |
| 3번 출구 | 후타이로(沪太路) 서측, 싱즈로(行知路) 북측 |      |  |

## 연결 교통
58, 68, 78, 159, 185, 210, 332, 510, 551, 702, 737, 738, 762, 766, 767, 844, 845, 909, 923, 937, 959, 974, 1209, 베이화선(北华线), 베이뤄 전용선(北罗专线)

## 역 인근
- 상하이시 싱즈 실험 중학교(上海市行知实验中学)
- 레드 스타 맥칼라인 그룹 원수이점